# Franz Josef Strauß
Franz Josef Strauß (též Franz Josef Strauss, 6. září 1915 Mnichov – 3. října 1988 Řezno) byl německý politik, dlouholetý předseda CSU.

## Životopis
Narodil se jako druhorozený syn mnichovského řeznického mistra. V letech 1935–1939 studoval němčinu, historii a ekonomii na Mnichovské univerzitě.
Během druhé světové války sloužil v řadách Wehrmacht na východní frontě a také jako Offizier für wehrgeistige Führung (velitel zodpovědný za ideologické a vojenské vzdělávání mužstva) na letecké základně Altenstadt v jižním Bavorsku. Svou úspěšnou vojenskou kariéru zakončil v hodnosti nadporučíka (Oberleutnant). Zkušenosti nabyté během aktivní služby ve Wehrmacht využil později v řadě vysokých politických funkcí v nově založené BRD.
V letech 1949–1978 byl poslancem německého spolkového sněmu, v letech 1953–1962 a 1966–1969 zastával ministerské posty ve spolkových vládách (v následujícím pořadí byl postupně ministrem pro zvláštní záležitosti, ministrem pro otázky jaderné energie, ministrem obrany a ministrem financi) a mezi lety 1978–1988 byl ministerským předsedou Bavorska.
Franz Josef Strauß odjel 1. října 1988 z Oktoberfestu do Regensburgu, aby se zde účastnil lovu pořádaného knížetem Johanessem von Thurn-Taxisem. Na loveckém zámečku Aschenbrennermarter ho kolem 16. hodiny postihl masivní infarktu myokardu. Následná lékařská pomoc už nedokázala jeho životní funkce obnovit natolik, aby nabyl zpětně vědomí. Po dvou dnech strávených v kómatu v řezenské Nemocnici Milosrdných bratří zemřel 3. října 1988 v 11:45 na celkové selhání životních funkcí. Pohřebního ceremoniálu na mnichovském Marienplatzu se zúčastnilo více než 15 000 lidí.
Franz Josef Strauß byl velice oblíbeným politikem především v Bavorsku. Mimo Bavorsko byl často kritizován za svoje monarchistické postoje a požadavky na znovuobnovení nezávislého Bavorského království v čele s rodem Wittelsbachů. Když se v roce 1980 stal kandidátem CDU/CSU na kancléře, byly jeho šance na zisk funkce velmi malé. Volby CDU/CSU vyhrála a stala se nejsilnější frakcí v Bundestagu se ziskem 226 mandátů oproti Schmidtově SPD, která získala jen 218 mandátů. Nechuť Schmidta se Straußem sestavovat vládu velké koalice vedla k vytvoření koaličního kabinetu SPD a FDP vedeného Schmidtem. Do karet Schmidtovi také hrála Straußova všeobecná neoblíbenost a jeho nepříliš dobré působení ve federálních ministerských funkcích. V Bavorsku ale dosahoval pravidelně vysokých volebních výsledků, až 65 %, což mu vždy zaručovalo absolutní většinu v bavorském parlamentu a prakticky neomezené možnosti vládnutí s ústavní většinou. Díky tomu vytvořil během své vlády z Bavorska prakticky svébytnou a nejbohatší spolkovou zemi Německa. Není ale bez zajímavosti, že v Bavorsku, jakožto v tradiční konzervativní a křesťansky založené zemi, kde CSU má téměř hegemonní postavení, nedosahovala CSU nikdy silných výsledků ve velkých a statutárních městech, zejména hlavní město Mnichov je orientováno silně levicově a funkci starosty tradičně drží opoziční SPD.
Strauß byl také znám svým bojem za čistotu piva. Bylo to v době, kdy se do Německa začátkem osmdesátých let tlačily zahraniční pivovary s chemicky konzervovaným pivem. Prosazoval zachování výroby tradičních svrchně kvašených pšeničných piv a propagoval jejich konzumaci bavorským lidem.

## Vyznamenání
- velkokříž Řádu zásluh o Italskou republiku – Itálie, 18. listopadu 1957[1][2]
- velkokříž Záslužného řádu Spolkové republiky Německo – Německo, 1958[1]
- Bavorský řád za zásluhy – Bavorsko, 1959[1]
- velkokříž Řádu koruny – Belgie, 1960[1]
- velkokříž Řádu Jiřího I. – Řecké království, 1960[1]
- velkokříž Řádu Kirstova – Portugalsko, 4. listopadu 1961[1][3]
- velkokříž Národního řádu za zásluhy – Ekvádor, 1962[1]
- velkodůstojník Řádu čestné legie – Francie, 1962[1]
- velkokříž Řádu svatého Silvestra – Vatikán, 1962[1]
- velkodůstojník Národního řádu Pobřeží slonoviny – Pobřeží slonoviny, 1967[1]
- velkokříž Řádu za zásluhy – Niger, 1968[1]
- velkokříž Řádu dynastie Oranžsko-nasavské – Nizozemsko, 1968[1]
- komtur Řádu rovníkové hvězdy – Gabon, 1978[1]
- velkostuha Řádu jordánské hvězdy – Jordánsko, 1978[1]
- velkokříž Řádu africké hvězdy – Libérie, 1979[1]
- komtur velkokříže Řádu polární hvězdy – Švédsko, 1979[1]
- velkostuha Řádu republiky – Tunisko, 1979[1]
- velkodůstojník Řádu lva – Malawi, 1981[1]
- velká čestná dekorace ve zlatě na stuze Čestného odznaku Za zásluhy o Rakouskou republiku – Rakousko, 1982[1]
- velkodůstojník Řádu Mono – Togo, 1983[1]
- velkokříž Řádu dobré naděje – Jihoafrická republika, 1984[1]
- velkokříž Řádu Isabely Katolické – Španělsko, 1986[1]